# ITunes
iTunes è un'applicazione sviluppata e distribuita da Apple Inc. per riprodurre e organizzare file multimediali, permettendo l'acquisto online di canzoni, video e film attraverso il servizio iTunes Store. Le versioni distribuite sono state compatibili sia con i sistemi operativi macOS che con Windows a partire da Windows 2000 in poi. Le prime versioni di iTunes erano compatibili anche con Mac OS 9 (non più supportato da Apple).
La distribuzione di iTunes come freeware, la sua semplicità di utilizzo e la sua capacità di mantenere una buona organizzazione della libreria audio ne hanno fatto lo standard de facto sotto macOS. iTunes supporta nativamente il lettore di musica digitale di Apple, l'iPod, oltre che l'iPhone e l'iPad.
Nel mese di giugno 2019, Apple annuncia che iTunes, sui computer con sistema operativo macOS, verrà sostituito da una serie di applicazioni separate. Il 7 ottobre 2019, iTunes viene dunque sostituito, solo su Mac, dalle tre applicazioni Apple TV, Podcast e Musica, mentre sui computer con sistema operativo Windows, l'applicazione rimane invariata e tuttora supportata.

## Storia
iTunes è originariamente stoccato sul sorgente di SoundJam MP, applicazione commerciale molto diffusa nei sistemi Macintosh, nata per organizzare e gestire la musica in formato MP3. L'applicazione era stata sviluppata dalla software house Casady & Greene nel 1999. Nel 2000 Apple assunse tutti gli sviluppatori di SoundJam MP e acquistò il software dalla casa produttrice. La prima versione di iTunes era molto simile a SoundJam MP, tranne per l'impossibilità di personalizzare l'interfaccia, che iTunes non ha mai posseduto, per una scelta di Apple. Nelle prime versioni, inoltre, iTunes non prevedeva l'ascolto delle radio via internet, che venne implementato successivamente.
Essendo fornito gratuitamente, assieme al sistema operativo o scaricandolo da internet, ed essendo un programma che la maggior parte degli utenti riteneva molto buono, iTunes si è rapidamente diffuso sui sistemi Macintosh. Nel 2003, con la versione 4.1, è stato portato anche sui sistemi Windows per permettere agli utenti di questa piattaforma di accedere al negozio di Musica online iTunes Music Store. Nel 2008 iTunes è diventato il secondo player musicale del mondo, superando il rivale Real Player, mentre al primo posto rimane ancora Microsoft con Windows Media Player. iTunes Store è diventato primo rivenditore americano di musica, sorpassando il rivale Wal-Mart.

## Caratteristiche
iTunes può essere utilizzato per organizzare la propria libreria musicale in playlist, modificare le informazioni dei brani (compreso il download automatico delle copertine degli album), registrare i propri CD, scaricare le canzoni nel proprio lettore di musica digitale, acquistare musica su internet utilizzando il negozio integrato (iTunes Store), visualizzare degli effetti grafici associati alla musica suonata, codificare la propria musica utilizzando vari formati, ascoltare la radio dal web, riprodurre filmati compatibili con QuickTime e trasmettere musica a distanza utilizzando periferiche abilitate (AirPort Express e Apple TV). Può visualizzare gli spartiti realizzati con MuseScore e disponibili su MuseScore.com.
Una caratteristica interessante sono le smart playlist, sono playlist aggiornate dinamicamente (tipo le viste nei database) usando dei criteri definiti dall'utente.

## iTunes come strumento di gestione dei dispositivi iOS
iTunes permette di sincronizzare contenuti da iPhone, iPad, iPod Touch a pc o Mac e viceversa, e di gestire in maniera accurata diversi aspetti di tutti i dispositivi Apple che eseguono il software iOS. Tramite iTunes è possibile aggiornare un dispositivo che esegue iOS all'ultima versione del software. Tramite l'apposito comando l'intero file di aggiornamento con estensione "ipsw" verrà scaricato nella memoria interna del computer e installato automaticamente sul dispositivo da iTunes. iTunes permette inoltre di effettuare il downgrade ad una versione precedente di iOS, a patto che Apple non abbia ancora chiuso le firme per quella release. In questo caso non sarà più possibile effettuare il downgrade.
iTunes permette di ripristinare un dispositivo iOS cancellando il contenuto al suo interno. Può essere effettuato un ripristino tramite l'apposito comando di iTunes (solo dopo aver disattivato Trova il mio iPhone), oppure con una particolare procedura denominata "DFU Mode" (acronimo di Device Firmware Update). La DFU Mode consente di entrare in uno stato di emergenza nel quale è possibile comunicare con il proprio dispositivo soltanto tramite iTunes. Entrando in DFU Mode il sistema operativo non viene caricato prima del ripristino o dell'aggiornamento, in quanto viene saltato il caricamento del Low Level Bootloader e dell'iBoot. Per entrare in modalità DFU occorre collegare il dispositivo iOS al computer tramite un cavo lightning e avviare iTunes. A questo punto occorre spegnere il dispositivo e premere contemporaneamente tasto home e tasto power per 10 secondi, adesso lasciare il tasto power e continuare a tenere premuto il tasto home fin quando nella schermata di iTunes verrà rilevato il dispositivo in modalità di recupero. Una volta attivata la modalità DFU, e dato l'ordine di ripristinare, iTunes scaricherà l'ultima versione di iOS e la installerà sul dispositivo.
Tramite iTunes è possibile effettuare il backup dei dispositivi che eseguono iOS e conservarne i dati nella memoria interna del computer, per poi configurarli in un momento successivo (ad esempio dopo un ripristino).
iTunes permette inoltre di installare applicazioni di App Store nel dispositivi iOS e di importare ed esportare file multimediali dal PC al dispositivo e viceversa.

## Libreria musicale
iTunes utilizza per la propria libreria musicale un file in un formato proprietario (simile a quello usato anche negli iPod), ma crea automaticamente anche un file conforme allo standard XML per memorizzare le informazioni associate ai file musicali, indipendentemente dalle caratteristiche dei tag audio (vedi ID3 tag). Questo consente l'assegnazione di informazioni anche a file che non prevedono tag (WAV per esempio). iTunes provvede a registrare le informazioni anche nel file, se è in un formato che lo prevede.
Per impostazione predefinita, iTunes registra questi file nella cartella Musica/iTunes (accessibile dalla cartella utente in Mac OS X o dalla cartella Documenti in Windows), ma è possibile creare più librerie in posizioni diverse.

### Formati audio supportati
iTunes attualmente supporta i formati MP3, AIFF, WAV, AAC e ALE (Apple Lossless Encoding). iTunes è abilitato a riprodurre anche gli audio libri nel formato Audible.com e iTunes Music Store audio books. È tuttavia possibile installare dei plugin per l'abilitazione di altri standard audio, come ad esempio il formato Ogg Vorbis. iTunes non è compatibile con WMA, ma la versione per Windows è in grado di convertire tali file non protetti nel formato AAC.

### Condivisione di file
La condivisione dei file utilizzando la rete locale è attiva automaticamente con Bonjour, questo è il nome dato da Apple alla sua implementazione della tecnologia Zeroconf. Le liste delle canzoni condivise nella propria sottorete vengono automaticamente individuate e aggiunte alla lista delle canzoni condivise. Liste di altre sottoreti possono essere aggiunte indicando l'indirizzo IP a iTunes. In origine iTunes supportava la condivisione su tutte le reti e quindi anche su internet; questa possibilità tuttavia è stata in seguito disabilitata e ora la Apple la considera una violazione della licenza di iTunes. Esiste un software chiamato iCommune che consente di riabilitare questa opzione, tuttavia usandolo si viola la licenza Apple e si commette un atto illegale.

### Sincronizzare l'iPod e gli altri lettori
iTunes sincronizza la sua libreria e le sue playlist con quelle dell'iPod collegato al computer tramite USB. I nuovi brani nella libreria vengono automaticamente copiati nell'iPod e i brani cancellati dalla libreria vengono automaticamente eliminati. Ciò vale in entrambi i sensi: se si assegna a una canzone un certo punteggio, questo viene copiato nella libreria di iTunes; se si ascolta un audio-libro, la posizione raggiunta viene automaticamente segnata nella libreria di iTunes. Se lo si desidera, si possono copiare manualmente i brani e completare le playlist in modo differente rispetto alla libreria di iTunes.
Dalla versione 4.7, iTunes è in grado di sincronizzare anche le immagini oltre ai brani musicali, ovviamente solo con iPod dotati dell'hardware necessario per riprodurre le immagini.
iTunes supporta anche molti altri lettori di musica digitale. Il supporto dipende dal produttore, ma tendenzialmente sono più limitati dell'iPod; per esempio, nessun lettore oltre all'iPod può riprodurre la musica acquistata sull'iTunes Store, eccezion fatta per quella distribuita con la denominazione iTunes Plus: codifica in AAC a 256 kbit/s a bit-rate variabili e senza DRM, perciò convertibile in mp3 o in altri formati. I lettori di terze parti vengono riconosciuti tramite l'installazione di un plugin che consente a iTunes di riconoscerli come periferiche compatibili.
Dalla versione 6, il programma prevede la gestione dei video e il negozio on-line, accessibile tramite il programma, ha contestualmente iniziato a vendere video musicali e video di programmi televisivi.

### iTunes Store
La versione 4 di iTunes introduce l'iTunes Music Store, l'attuale iTunes Store, attraverso il quale gli utenti di iTunes possono acquistare legalmente musica, attraverso il sistema ClickandBuy, e scaricarla da internet. iTunes Store è totalmente integrato con iTunes. La maggior parte delle canzoni scaricate da iTunes Store sono protette dalla copia attraverso la tecnologia Apple FairPlay, una tecnologia che implementa la gestione dei diritti digitali (digital rights management). Alcune canzoni (soprattutto dell'etichetta discografica EMI) però sono pubblicate ad una qualità superiore e senza protezioni DRM.

### iTunes Match
Presentato al WWDC del 6 giugno 2011 assieme ad iCloud, iTunes Match è un servizio che permette, tramite pagamento di un abbonamento annuale di 24,99 dollari, di mantenere sincronizzate le diverse librerie musicali su diversi dispositivi Apple. iTunes Match esegue una scansione della propria libreria iTunes e, valutati i brani presenti, di averli sempre disponibili nel proprio account iCloud (senza occupare i 5GB di spazio gratuito offerti da iCloud).
Contando su uno dei più ampi store musicali, iTunes Store, Apple permette di avere già a disposizione quasi tutta, o tutta, la propria libreria: evitando così inutili caricamenti, i brani saranno immediatamente disponibili (vantaggioso è il fatto che se si possiede una versione di qualità inferiore, sarà disponibile avere la versione di alta qualità dallo Store). Se si possiedono brani non presenti in iTunes Store, essi verranno caricati sul nostro account e migliorati di qualità.
Fatta la prima fase di scansione, sarà possibile accedere alla nostra libreria da qualsiasi dei nostri dispositivi (Mac/PC, iPod, iPhone, iPad e Apple TV, per un massimo di dieci dispositivi autorizzati per account); si può decidere quindi se ascoltare i brani in streaming o scaricarli sulla periferica (esclusa Apple TV).
Scaricati i brani desiderati sul dispositivo, sarà possibile avviarne la riproduzione. Tuttavia, dopo alcune ore, verranno eliminati, e a quel punto, se necessario, sarà possibile scaricarli nuovamente.
Dal 16 dicembre 2011 iTunes Match, oltre che negli Stati Uniti, è disponibile in Francia, Regno Unito, Australia, Nuova Zelanda, Canada e Spagna. Dalla notte tra il 30 aprile 2012 e il 1º maggio, la funzione iTunes Match è stata aperta anche agli utenti italiani, greci, austriaci.
Dopo i primi problemi di sovraccarico, come già successo negli altri paesi, la situazione si è normalizzata permettendo la sincronizzazione delle librerie.

## Critiche

### Bloatware
iTunes è stato criticato perché con il costante accentramento di nuove funzioni è diventato un bloatware, ovvero un'applicazione pesante, poco performante e poco intuitiva. Negli anni Apple ha cercato di riprogettarne l'interfaccia, senza riuscire a mitigare i giudizi negativi.
Nel 2017 viene rimosso l'App Store.
Nel 2019 Apple annuncia che iTunes per macOS viene diviso in tre applicazioni separate, delegando la gestione dei dispositivi iOS al Finder.